# Lars Norberg (diplomat)
Lars Roland Norberg, pseudonym Udtja Lasse, född 21 februari 1934 i Varjisträsk, Norrbottens län, död 9 februari 2021 i Stockholm, var en svensk jurist, diplomat och författare.

## Biografi

### Uppväxt och yrkeskarriär
Norberg var uppväxt i Varjisträsk inom Udtja samebys område i Jokkmokks kommun. Som författare antog han pseudonymen Udtja Lasse. Norberg tog juris kandidatexamen i Uppsala 1961 och genomförde tingstjänstgöring 1961–1964. Norberg blev attaché vid Utrikesdepartementet (UD) 1964 och var konsul i New York 1966–1968. Han var ambassadsekreterare i Tunis 1968–1971, departementssekreterare vid UD 1971–1976, ambassadråd vid nedrustningsdelegationen i Genève 1977–1981 och kansliråd vid UD:s politiska avdelning 1981–1984. Norberg var ambassadör i Harare 1984-1988 och tjänstgjorde vid UD:s politiska avdelning från 1990. Norberg var ambassadör i Genève till 1998.
Norberg var chef för Europeiska unionens övervakningsstyrka på Balkan under det svenska EU-ordförandeskapet 2001. Han blev senare kontaktperson i Makedonien mellan landets regering och den albanska milisen.

### Renbetesförhandlingsdelegationen 2003–2005
I januari 2003 utsågs han till ordförande i den svenska delegation, Renbetesförhandlingsdelegationen, som skulle förhandla med den norska regeringen om renbetesfrågor i gränsområdet mellan de två länderna. En huvuduppgift var en omförhandling av konventionen den 9 februari 1972 mellan Sverige och Norge om renbetning  som upphörde att gälla 2002 men förlängdes till 2005. I förhandlingsdelegationen ingick i övrigt ordföranden i Lainiovuoma sameby Per Gustav Idivuoma, Bror Saitton från Girjas sameby, Britt Sparrock från Jijnjevaerie sameby och juristen Christer Ganelind. Dessa förhandlingar avslutades våren 2005 utan att enighet hade uppnåtts, varvid Norberg tvingades lämna sitt uppdrag. Nya förhandlingar påbörjades i december 2005 under ledning av Karl Olov Öster och avslutades i februari 2009 med en förnyad konvention om den gränsöverskridande renskötseln mellan länderna. Den nya konventionen ansågs av bland andra Norberg ha kvar många av de brister angående samiska rättigheter som fanns i konventionen från 1972.
Norberg uttryckte därefter på olika sätt kritik mot attityder och förhållningssätt från svenska såväl som norska staten mot den samiska ursprungsbefolkningen, till exempel i förhandlingarna om renbetesfrågor under 00-talet. Han framförde detta bland annat i boken Begrav mitt hjärta vid Udtjajaure (2007), samt vid anföranden i olika sammanhang.

### Familj
Norberg var son till Magnus och Karin Norberg. Han var från 1978 till sin död gift med byråchef Marika Fahlén (född 1945) och hade tre barn.